# 어니스트 조지 마든
어니스트 조지 마든(Ernest George Mardon, 1928년 – 2016년 3월 6일)은 레스브리지 대학교에서 근무한 영어 교수였다. 그는 소장한 수십 권의 책 중에 대부분이 주로 캐나다 앨버타의 역사에 관한 내용이다.
1928년 텍사스 휴스턴에서 Austin Mardon 교수와 Marie Dickey 사이에서 태어난 Dr. Ernest G. Mardon은 스코틀랜드의 Gordonstoun에서 교육을 받은 후 Dublin의 Trinity College에 다녔다. 그 후 그는 1952년부터 1954년까지 리비아 키프로스의 수에즈 운하 지대에서 고든 하이랜더와 함께 장교로 한국 전쟁에 참전했다. 그 뒤 그는 중위로 명예 제대했다. 그는 1954년 United Press International의 국장으로 캐나다 로 이주했다. 그는 모린빌에서 있는 고등학교에서 학생들을 가르쳤고 오타와 대학교에서 중세 영어 박사 과정을 밟았다. 레스브리지 대학교의 교수 중 한명인 마든박사는 또한 여러 캐나다 대학의 방문 교수였기도 한다. 그는 2016년 3월 8일 캐나다 앨버타 주 레스브리지에서 사망했다.
마든박사의 자녀로는 남극 연구원이자 작가인 어스틴 마든이 있다.

## 선정된 작품
- 커서 문디의 서사적 통일성(1967, 2판 2012)[6]
- 레스브리지 대학교 창립 학부(1968)[7]
- 키티가 유령을 만났을 때 (1991, 2 ed. 2012)[8]
- 벽을 뚫을 수 있는 소녀 (1991)[9]
- 앨버타 몰몬 정치인/앨버타 정치에 대한 몰몬 공헌(1991, 2판 2011)[10]
- 초기 성도 (1997)[11]
- 어린이를 위한 후기 기독교 성도들(1997)[12]
- 어린이를 위한 많은 성도들(1997)[13]
- 스코틀랜드 서부 제도에 대한 설명(번역자, 2010)[14]
- 새로운 정치 시대의 선구자: 1905년 알버타 법을 위한 길을 닦은 사람들(2010)[15]
- 어린이를 위한 초기 성도 및 기타 성도 이야기(2011)[16]
- 제임스 브리디의 희곡에 나타난 개인과 사회의 갈등(2012)[17]
- 앨버타 주 연방 정치의 후즈 후(2012)[18]